# Camion-citerne
Pour les articles homonymes, voir citerne (homonymie).

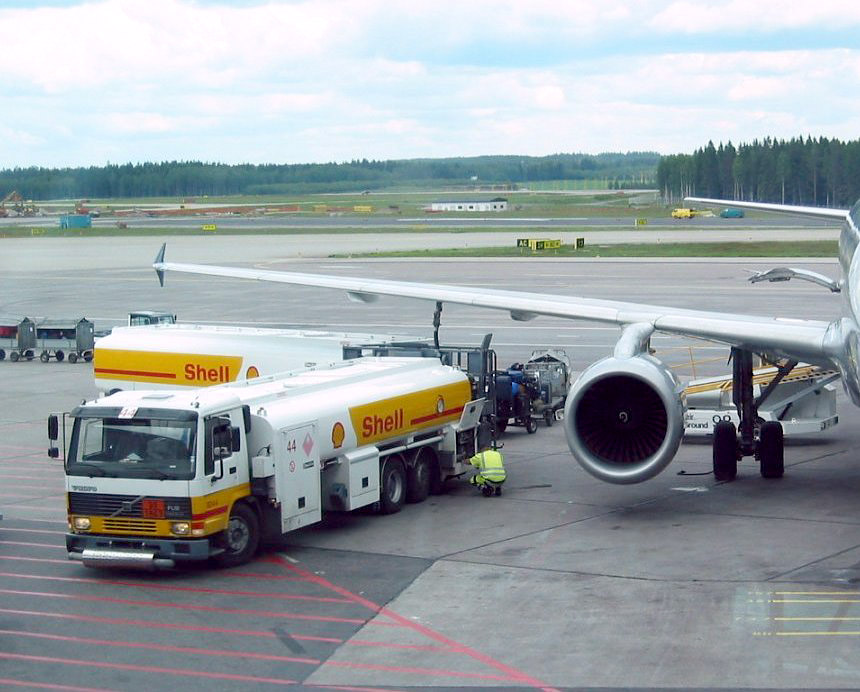
Camion-citerne Volvo de la société Shell sur le tarmac de l'aéroport d'Helsinki.

Un camion-citerne est un véhicule de la catégorie des camions utilisé pour le transport de liquides, de gaz ou encore de pulvérulents stockés en vrac.
Les camions-citernes sont caractérisés par une longue cuve (ou citerne) d'acier inoxydable placée à l'arrière de la cabine, parfois sur une remorque articulée, avec une apparence similaire aux wagons-citernes des trains, constituée d'un cylindre et de deux extrémités hémisphériques. Les cuves peuvent être de différents types suivant la cargaison à contenir : pressurisée, réfrigérée ou isolée, divisée en plusieurs compartiments, résistante à l'acide, conçue pour transporter des produits alimentaires et munies d'une ou plusieurs ouvertures trous d’homme (dites trappes de visite).
La capacité typique d'un transporteur d'essence varie entre 15 et 35 m3 par cuve, bien que l'on trouve de petits camions de 10 m3 ou parfois moins utilisés pour la vidange de fosses septiques, et d'autres de moins de 4 m3 pour le transport du GPL sous pression.
Le nombre d'essieux est bien entendu en fonction du poids total au sol, soit le poids du véhicule plus la charge, et varie d'un pays à l'autre.
La forme des citernes transportant les pulvérulents est influencée par les contraintes liées à la vidange. Il y a deux principaux concepts : 
- la citerne « plate » ou à pis, la vidange se fait par-dessous, par des orifices coniques ;
- la citerne « basculante », la citerne entière est soulevée vers l'arrière, à la manière des camions-benne.
- La citerne "standard"

La basculante a en général un volume bien supérieur à la plate.
Les cuves pour les pulvérulents sont généralement en aluminium pour diminuer la tare ce qui permet de charger plus.

## Histoire

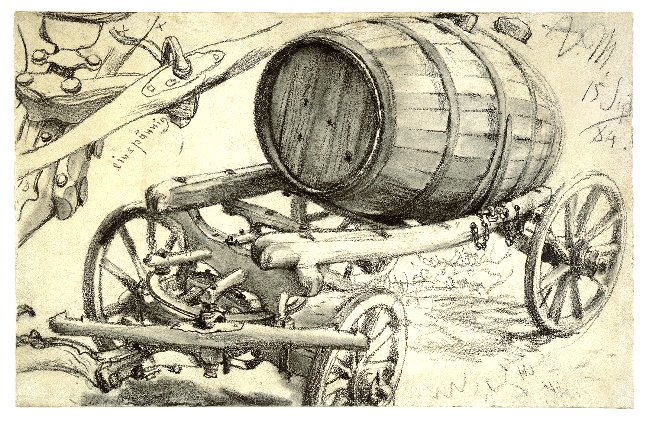
Ancêtre du camion-citerne ... XIXe siècle

Les Gallo-romains utilisaient déjà des grands tonneaux pour déplacer les liquides comme le vin.
Depuis les années 1965-1975, la silhouette du « camion-citerne » devint assez familière sur les routes de campagne, en France :
- pour la livraison de carburant : il fallut livrer avec la plus grande régularité les fermes équipées de cuve à fuel (l'agriculture se mécanisant à grande allure)[1], les maisons individuelles, de mieux en mieux chauffées (élévation du niveau de confort/température et chauffage de plus d'une ou deux pièces), s'étant équipées de brûleurs aux dépens des chaudières à charbon ou à bois, etc.
- pour le ramassage quotidien du lait, dans les toutes premières heures de la matinée (dans un premier temps, car la collecte devint depuis plus espacée vu l'installation de tank à lait chez chaque producteur), le camion-citerne ayant supplanté le camion traditionnel (avec ses ridelles métalliques enserrant les cruches d'aluminium ou d'inox d'une capacité de 20 ou 30 litres, que les cahots de la route secouaient frénétiquement et bruyamment)[2].

## Chargement de produits pétroliers

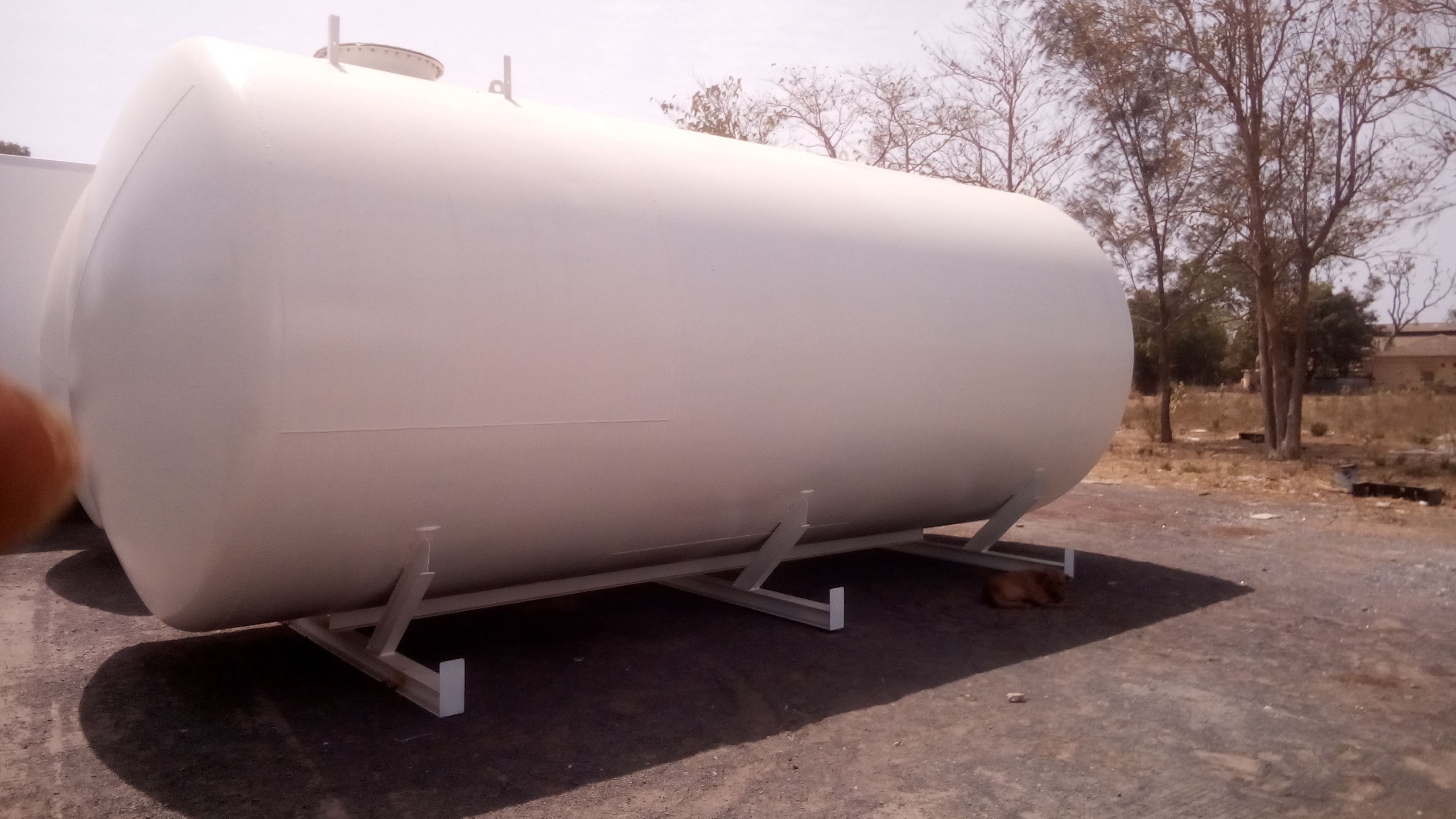
Citerne pour produits pétroliers, à l'usine Senbus de Thiès, Sénégal

Il existe à l'heure actuelle deux grands types de chargement pour les produits pétroliers : les chargements dits « en dômes » et les chargements dits « en source ».

### Chargement par le dôme
Le chargement de produit par le dôme est le chargement le plus ancien des deux chargements. Il nécessite que le chargeur du camion-citerne monte sur le toit du camion (au moyen d'une passerelle propre au terminal de chargement) ou encore de l'échelle présente directement sur le camion. Ensuite, le chargeur ouvre le dôme de la cuve qu'il souhaite remplir et met en place le bras de chargement et commence le chargement qui pourra être contrôlé par différents moyens (compteur, pont bascule...)
Le chargement se fera au moyen d'un bras de chargement (ou dans certains cas de flexibles de chargements) muni le plus souvent d'un bras dit « homme mort ». Ainsi, le bras est muni d'un ressort qui sans contrainte du chargeur ferme la vanne du bras, ce qui permet d'arrêter la distribution de produit en cas de malaise du chargeur. Le bras de chargement viendra en contact avec le bord de la cuve du camion et permettra le remplissage par le haut de la cuve. On parle parfois de « tube plongeur ».

### Chargement en source
Le chargement en source relativement récent évite au chargeur de monter sur le camion-citerne et permet également une comptabilité plus précise.  En France depuis le 31 décembre 2004, il est désormais interdit de charger des essences en dôme, ceci afin de lutter contre les émissions de composés organiques volatils d'après l'arrêté du 8 décembre 1995. En effet, lors des chargements par le dôme, une fraction du produit s'évapore.
Le chargement se fait par le bas de la cuve au moyen de bras articulés munis de connecteurs standardisés permettant une bonne étanchéité. 

### Avantages du chargement en source
Le chargement en source a de nombreux avantages que n'a pas le chargement par le dôme :
- possibilité de charger plusieurs cuves en même temps,
- prédétermination de la quantité de produit à charger.
- les vapeurs émises lors du chargement sont collectées par un branchement et dirigés vers une unité de récupération des vapeurs,
- une sonde anti-débordement coupe automatiquement le chargement.

## Citernessemi-remorques

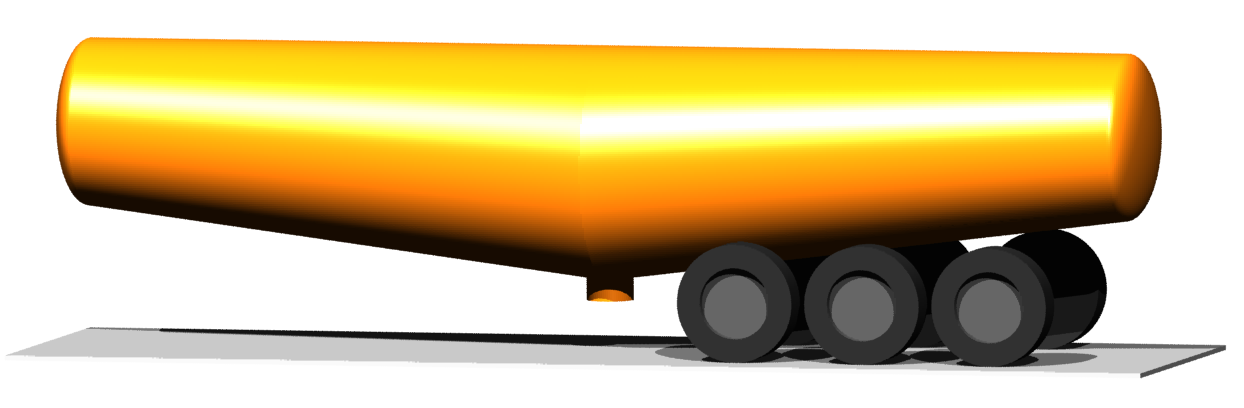
Citerne « banane »
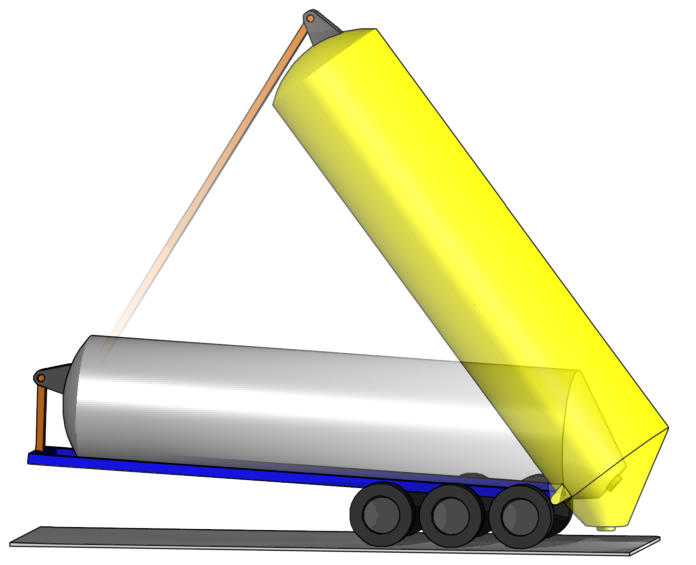
Citerne basculante ou bennable
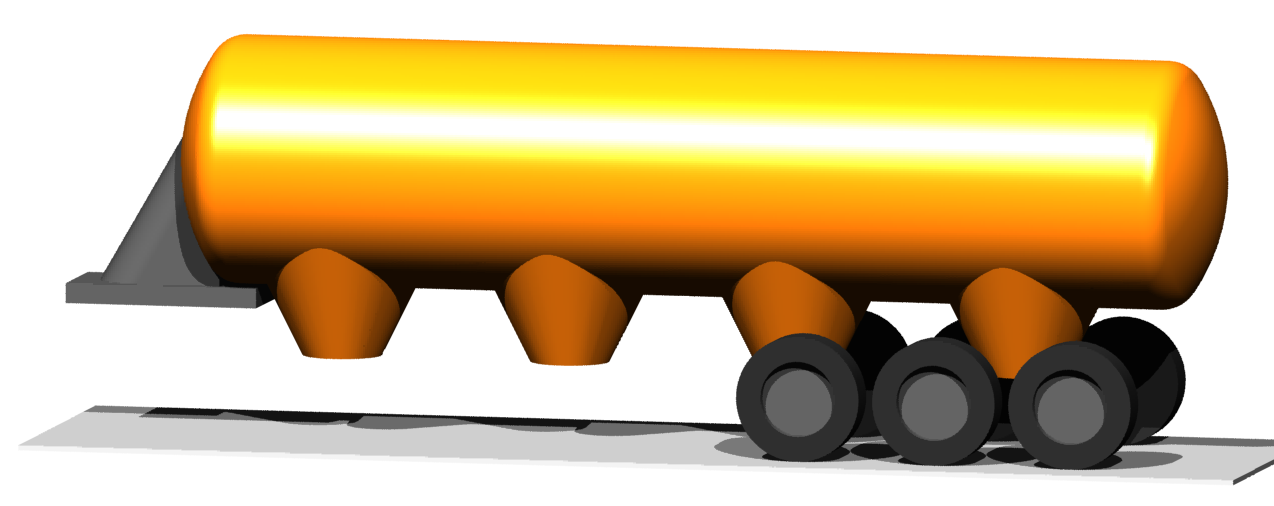
Citerne « à pis »

## Au cinéma
- comme « personnage » principal :
  - Duel, téléfilm de 1971, diffusé dès 1973 dans les salles
- apparitions plus anecdotiques (souvent pour des effets pyrotechniques) :
  - Dans Thelma et Louise, les deux héroïnes font exploser le camion-citerne d'un camionneur leur ayant fait à trois reprises des gestes obscènes.
  - Dans Terminator, une séquence d'anthologie montre le robot sortir quasi intact de l'explosion d'un camion-citerne.
  - Dans Permis de tuer, James Bond conduit un camion-citerne de la marque Kenworth, camion qu'il vole afin de détruire le convoi de drogue de son ennemi.
  - Dans Mad Max 2, la poursuite finale met en scène une bande mobile essayant de s'emparer du camion-citerne que conduit Max Rockatansky
  - Dans Hell Driver, « le comptable » vient en aide à John Milton (le héros) en provoquant un accident avec un camion-citerne conduit par William Fichtner

## Exemples

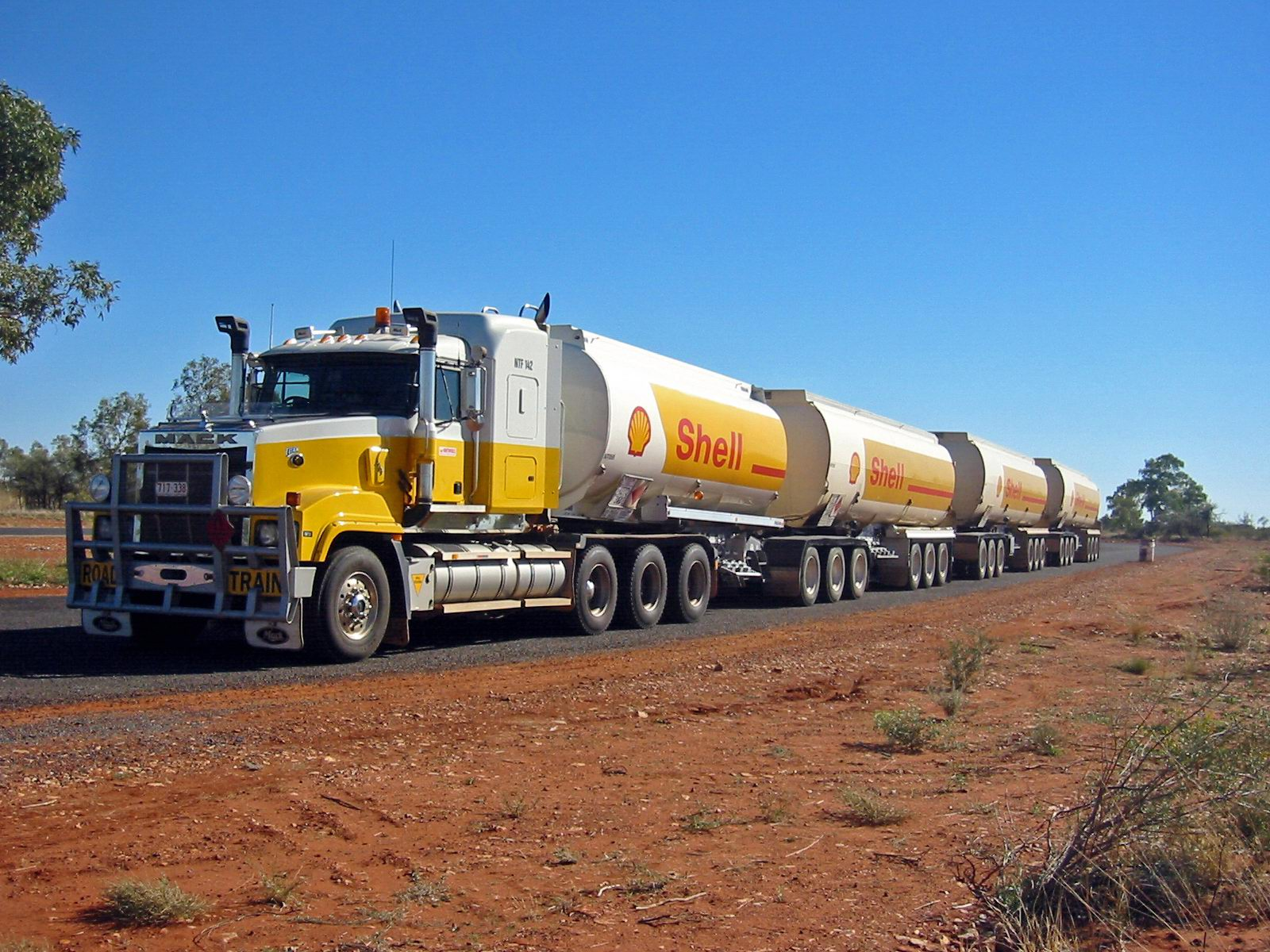
« Train routier » Shell en Australie
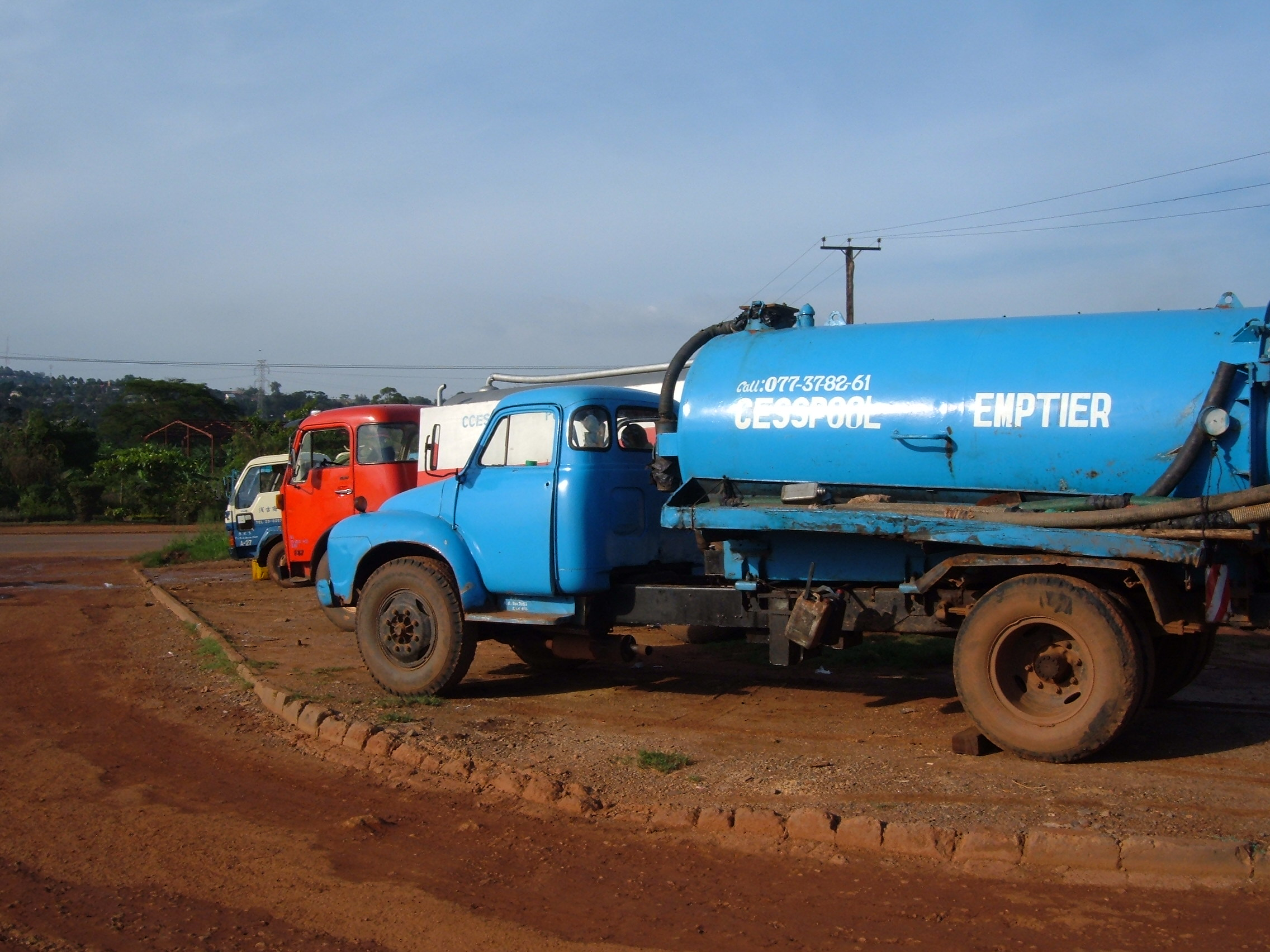
Camion-citerne avec pompe à vide, utilisé pour vidanger les fosses septiques
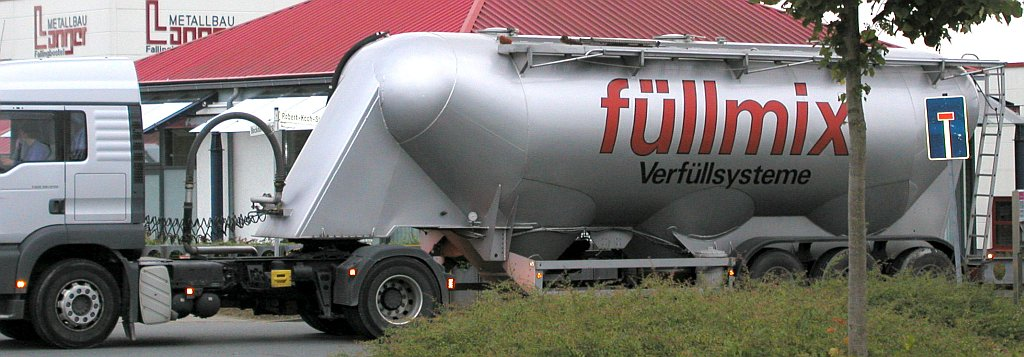
Camion allemand utilisé pour le transport de produits pulvérulents
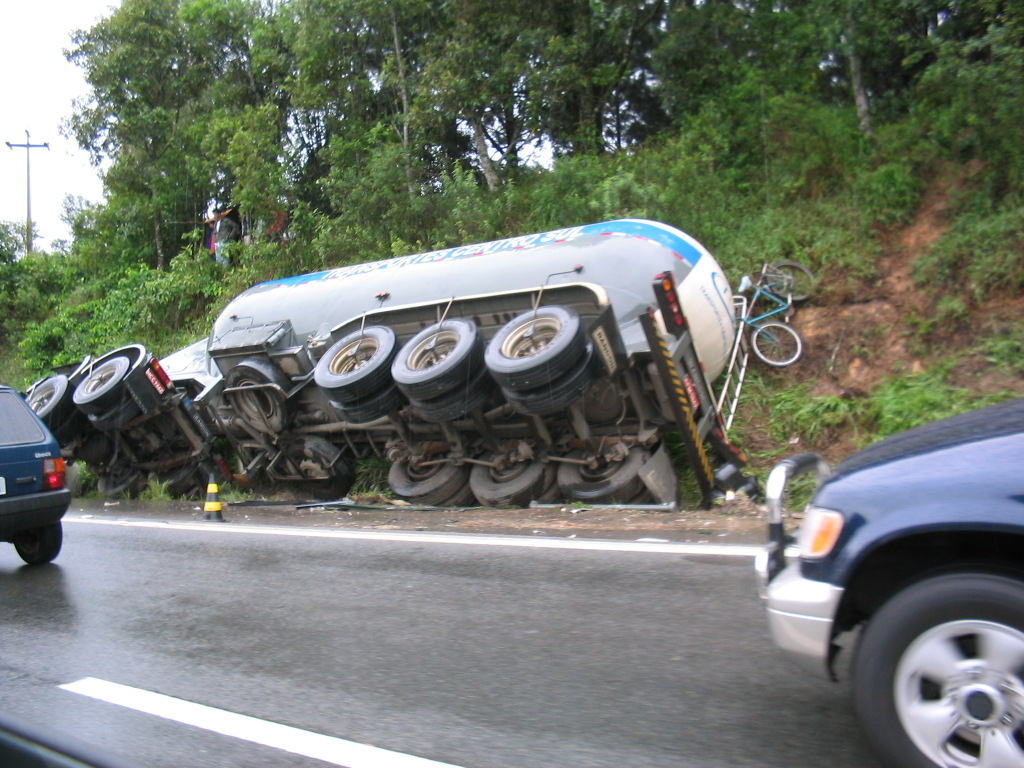
Plusieurs essieux sous un camion renversé avec un poids transporté important
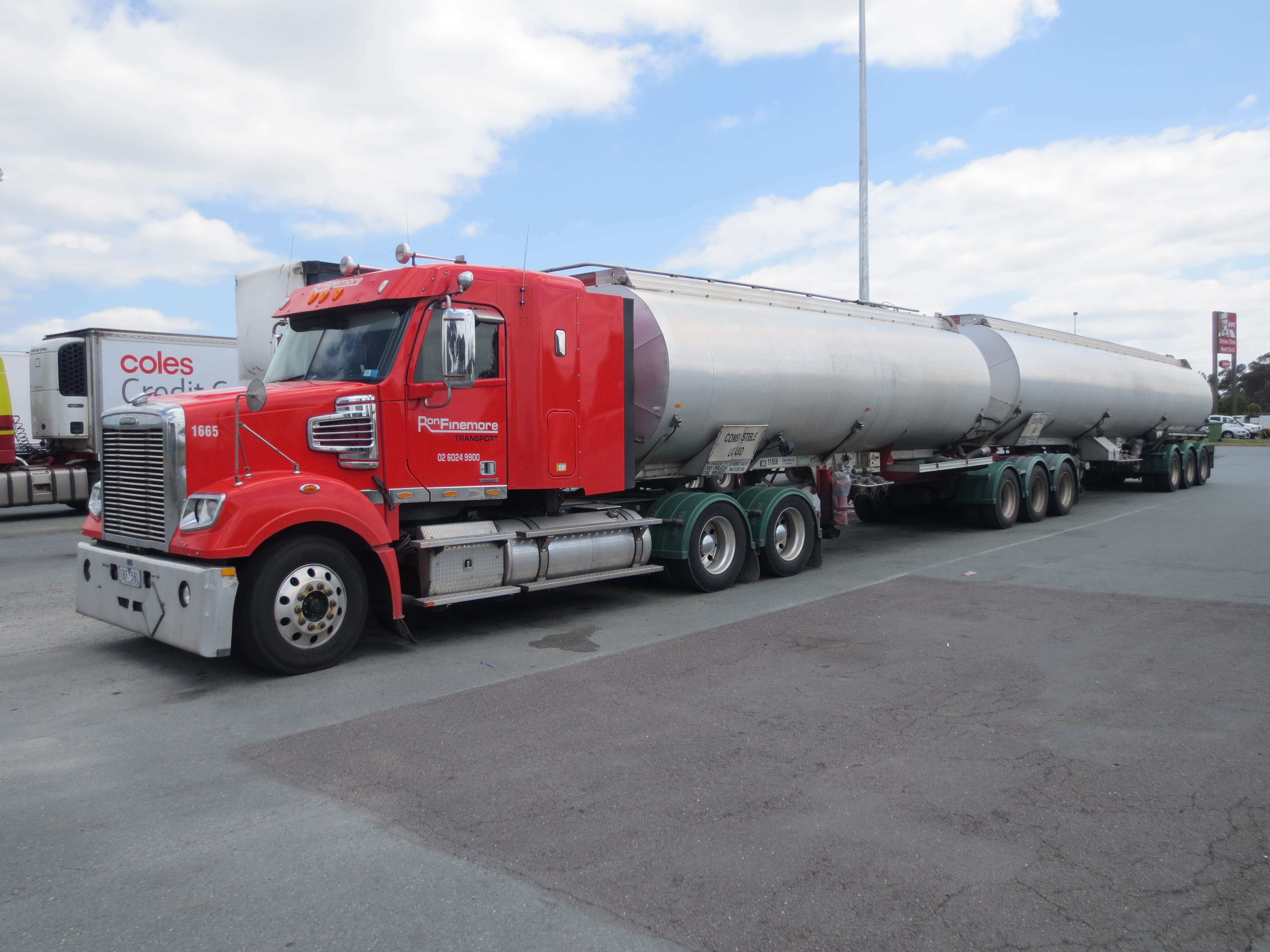
B double citerne
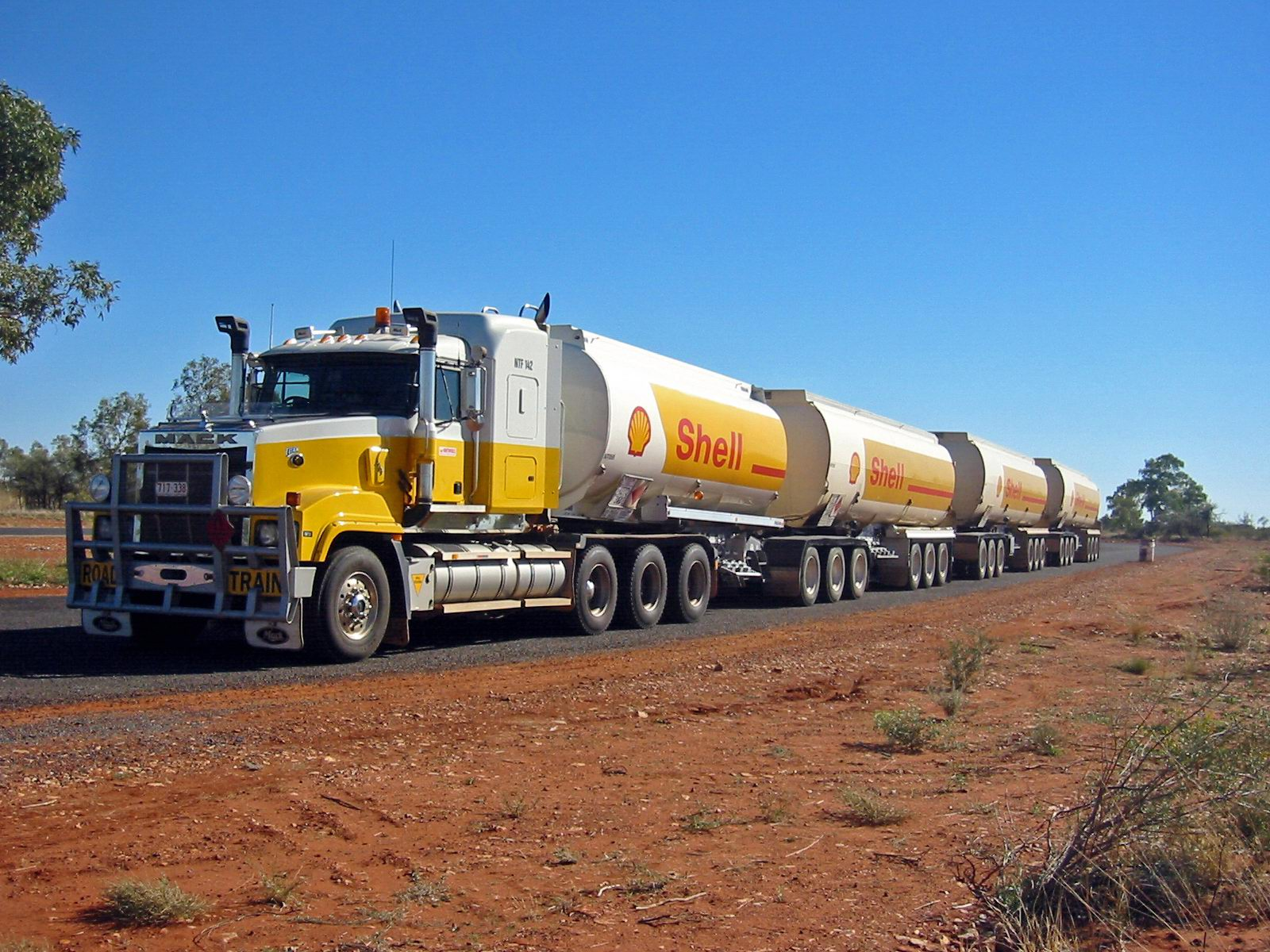
Train routier

## Accidents
En 2017, au Pakistan, l'incendie d'un camion citerne a causé la mort de 123 personnes.